# Манько Демид Федорович
Манько Демид Федорович (1888—1919) — український політичний та військовий діяч. Член Центральної Ради, станом на червень-грудень-місяць 1917 року.

## Життєпис
Демид Федорович, за соціальним станом козак, народився у 1880-х роках і жив у заштатному місті Глинську Роменського повіту Полтавської губернії (тепер село Глинськ Роменського району Сумської області).
У молодому віці взяв активну участь у революційних подіях 1905 року в рідних місцях. За це був висланий на каторжні роботи до Сибіру, звідки повернувся лише після Лютневої революції в Петрограді.

Манько Демид Федорович з дружиною Марією Андріївною

Після повернення на батьківщину відновив активну революційну діяльність.
Як один з двох делегатів від Роменського повіту (другим був Платон Бойко) взяв участь у Першому Всеукраїнському селянському з'їзді (15 червня 1917 р.). Там був обраний до Ради селянських депутатів та у складі 133 її членів  кооптований до Української Центральної Ради. Брав у її заходах активну участь. Зокрема, під час засідань 8 сесії УЦР 12-17 грудня 1917 року, де обговорювався проект земельного законодавства, "селянин із Роменського повіту на Полтавщині, член УЦР та Всеукраїнської ради селянських депутатів Демид Манько заявив, що поїхати йому додому з таким законом означало б "отримати там дрючка"" .
Подальша його громадська та революційна діяльність відбувалася в рідному місті Глинську.
Так, у жовтні 1918 року Демид Манько, вступивши разом із своїм братом Андрієм до Глинського партизанського загону, бере участь у повстанні місцевих селян проти режиму гетьмана Павла Скоропадського.
У листопаді 1919 року він бере участь у місцевому повстанні проти армії генерала Денікіна, що на той час контролювала територію Лівобережної України, і гине в Глинську під час придушення денікінцями цього повстання. Його брат Андрій, на той час командир Глинського партизанського загону, загинув у липні того ж 1919, разом зі своїм загоном обороняючи Полтаву від денікінців.
Могила Демида Манька на кладовищі села Глинська Роменського району Сумської області збереглася, хоч надгробком і не позначена. За нею наглядає Володимир Пархоменко, який є внуком дружини Демида Манька. Там же збереглася могила його єдиного сина Василя, що помер у дворічному віці від менінгіту.
Якихось вшанувань пам'яті члена Української Центральної Ради Манька Д. Ф. в селі не відбувається.

## Сім'я
- Дружина — Манько (Чорноус) Марія Андріївна
- Син — Манько Василь Демидович, помер у дворічному віці
- Брат — Манько Андрій Федорович, командир Глинського партизанського загону